# Gerard Badía
Gerard Badía Cortés (Horta de Sant Joan, 18 ottobre 1989) è un ex calciatore spagnolo, di ruolo centrocampista.

## Carriera
Dopo sette stagioni al Piast Gliwice, con cui ha collezionato oltre duecento presenze e ha vinto un campionato polacco, il 16 maggio 2021 viene annunciata la decisione di non rinnovare il suo contratto. 

## Palmarès

### Club

#### Competizioni nazionali
- Campionato polacco: 1

Piast Gliwice: 2018-2019